# Altica fuscoaenea
Altica fuscoaenea är en skalbaggsart som först beskrevs av F. E. Melsheimer 1847.  Altica fuscoaenea ingår i släktet Altica och familjen bladbaggar. Inga underarter finns listade i Catalogue of Life.